# Coppa Italia di Serie A2 2010-2011 (pallavolo maschile)
La Coppa Italia di Serie A2 di pallavolo maschile 2010-2011 è stata la 14ª edizione della coppa nazionale d'Italia della serie cadetta e si è svolta dal 12 al 23 gennaio 2011. Al torneo hanno partecipato 4 squadre di club italiane e la vittoria finale è andata per la seconda volta alla Volley Lupi Santa Croce.

## Regolamento
Hanno partecipato al torneo le prime quattro squadre classificate al termine del girone d'andata della regular season della Serie A2 2010-11, che hanno disputato semifinali e finale.

## Torneo

### Tabellone
|  | Semifinali | Semifinali         | Semifinali |                  |   | Finale             | Finale | Finale |  |
|  |            |                    |            |                  |   |                    |        |        |  |
|  | 1          | Robur Angelo Costa | 3          |                  |   |                    |        |        |  |
|  | 1          | Robur Angelo Costa | 3          |                  |   |                    |        |        |  |
|  | 4          | Argos              | 1          |                  |   |                    |        |        |  |
|  | 4          | Argos              | 1          |                  | 1 | Robur Angelo Costa | 0      |        |  |
|  |            |                    |            |                  | 1 | Robur Angelo Costa | 0      |        |  |
|  |            |                    | 3          | Lupi Santa Croce | 3 |                    |        |        |  |
|  | 2          | Padova             | 3          | Lupi Santa Croce | 3 | 2                  |        |        |  |
|  | 2          | Padova             |            |                  |   |                    |        |        |  |
|  | 3          | Lupi Santa Croce   | 3          |                  |   |                    |        |        |  |

### Risultati

#### Semifinali
| 12 gennaio 2011 - ore 20:30 PalaDeAndré, Ravenna | Robur Angelo Costa | 3 - 1 | Argos            | 25-21, 19-25, 25-22, 25-19       |
| 12 gennaio 2011 - ore 20:30 PalaFabris, Padova   | Padova             | 2 - 3 | Lupi Santa Croce | 25-22, 25-13, 28-30, 13-25, 8-15 |

#### Finale
| 23 gennaio 2011 - ore 14:30 PalaOlimpia, Verona | Robur Angelo Costa | 0 - 3 | Lupi Santa Croce | 19-25, 22-25, 22-25 |